# Desa Tanjungan (administrativ by i Indonesien, Jawa Timur, lat -7,16, long 112,69)
Desa Tanjungan är en administrativ by i Indonesien.   Den ligger i provinsen Jawa Timur, i den västra delen av landet, 700 km öster om huvudstaden Jakarta. Desa Tanjungan ligger på ön Madura.